# Coach van het jaar (Nederland)
De Nederlandse titel Coach van het jaar wordt sinds 2002 jaarlijks toegekend aan een Nederlandse coach of buitenlandse coach met Nederlandse topsporters. De verkiezing vind plaats door collega-topcoaches en een vakjury. De prijs wordt uitgereikt tijdens het jaarlijkse sportgala van het NOC*NSF.

## Overzicht winnaars Coach van het Jaar
| Jaar | Winnaar                                    | Gecoacht sporter of team                                      |
| ---- | ------------------------------------------ | ------------------------------------------------------------- |
| 2002 | Guus Hiddink                               | Zuid-Koreaans voetbalelftal (mannen)                          |
| 2003 | Jac Orie                                   | Schaatsteam Sponsorbingo Loterij                              |
| 2004 | Ton Boot                                   | Basketbalteam MPC Capitals (Groningen)                        |
| 2005 | Guus Hiddink                               | Voetbalclub PSV (Eindhoven)                                   |
| 2006 | Gerard Kemkers                             | Schaatsteam TVM                                               |
| 2007 | Foppe de HaanRobert Eenhoorn               | Nederlands voetbalelftal onder 21Nederlands mannenhonkbalteam |
| 2008 | Robin van Galen                            | Nederlandse vrouwenwaterpoloploeg                             |
| 2009 | Louis van Gaal                             | Voetbalclub AZ                                                |
| 2010 | Bert van Marwijk                           | Nederlands voetbalelftal                                      |
| 2011 | Brian Farley                               | Nederlands mannenhonkbalteam                                  |
| 2012 | Daniël Knibbeler                           | Turner Epke Zonderland                                        |
| 2013 | Gerard Kemkers                             | Schaatsteam TVM                                               |
| 2014 | Louis van Gaal                             | Nederlands voetbalelftal                                      |
| 2015 | Bart Bennema                               | Atlete Dafne Schippers                                        |
| 2016 | Vincent Wevers                             | Turnster Sanne Wevers                                         |
| 2017 | Jac Orie                                   | Schaatsteam LottoNL-Jumbo                                     |
| 2018 | Jac OrieRaemon Sluiter                     | Schaatsteam Jumbo-VismaTennisster Kiki Bertens                |
| 2019 | Hugo Haak                                  | Sprinters baanwielrennen                                      |
| 2020 | Geen verkiezing wegens coronaviruspandemie | Geen verkiezing wegens coronaviruspandemie                    |
| 2021 | Hugo Haak                                  | Sprinters baanwielrennen                                      |
| 2022 | Jeroen Otter                               | Nationale trainingselectie shorttrack                         |
| 2023 | Eelco Meenhorst                            | Nederlandse roeiploeg                                         |
| 2024 | Eelco Meenhorst                            | Nederlandse roeiploeg                                         |